# Liste der Träger des Ordens des Infanten Dom Henrique (Collane)
In dieser Liste sind die Träger des Ordens des Infanten Dom Henrique in der Stufe Collane mit kurzen Angaben zur Person aufgeführt.

## A
- Abdullah II. bin al-Hussein, König von Jordanien (2008)
- Edward Fenech Adami, Präsident der Republik Malta (2008)
- Valdas Adamkus, Präsident der Republik Litauen (2007)
- Akihito, Kaiser von Japan (1998)
- Albert II., König der Belgier (1999)

## B
- Michelle Bachelet, Präsidentin der Republik Chile (2007)
- Virgilio Barco, Präsident der Republik Kolumbien (1989)
- José Manuel Barroso, Präsident der Europäischen Kommission (2014)
- Baudouin I., König der Belgier (1982)
- Beatrix, Königin der Niederlande (1991)
- Andrew Bertie, Großmeister des Malteserordens (1990)
- Omar Bongo, Präsident der Republik Gabun (2001)
- Rodrigo Borja, Präsident der Republik Ecuador (1990)
- Abd al-Aziz Bouteflika, Präsident der Republik Algerien (2003)
- Hans-Ulrich Bünger, Deutscher Diplomat

## C
- Rafael Caldera, Präsident der Republik Venezuela (1997)
- Juan Manuel Santos Calderón, Präsident der Republik Kolumbien (2012)
- Fernando Henrique Cardoso, Präsident der Republik Brasilien (2000)
- Carl XVI. Gustaf, König von Schweden (1987)
- Humberto Castelo Branco, Präsident der Republik Brasilien (1965)
- Elena Ceaușescu, First Lady von Rumänien (1975)
- Hugo Chávez, Präsident der Republik Venezuela (2001)
- Jacques Chirac, Präsident der Französischen Republik (1999)
- Joaquim Alberto Chissano, Präsident der Republik Mosambik (1990)
- Carlo Azeglio Ciampi, Präsident der Italienischen Republik (2002)
- Emil Constantinescu, Präsident der Republik Rumänien (2000)
- Francesco Cossiga, Präsident der Italienischen Republik (1990)

## D
- Nicanor Duarte Frutos, Präsident der Republik  Paraguay (2005)

## E
- António Ramalho Eanes, Präsident von Portugal 1976–1986 (2016)

## F
- Heinz Fischer, Präsident der Republik Österreich (2005)
- Jorge Carlos de Almeida Fonseca, Präsident der Republik Kap Verde (2012)

## G
- Ernesto Geisel, Präsident der Republik Brasilien (1979)
- Edward Gierek, Erster Sekretär der Polnischen Vereinigten Arbeiterpartei (1976)
- Valéry Giscard d’Estaing, Präsident der Französischen Republik (1978)
- Kolinda Grabar-Kitarović, Präsidentin der Republik Kroatien (2018)
- Armando Emílio Guebuza, Präsident von Mosambik (2014)
- Abdullah Gül, Staatspräsident der Republik Türkei (2009)
- Xanana Gusmão, Präsident der Republik Osttimor (2006)

## H
- Tarja Halonen, Präsidentin der Republik Finnland (2002)
- Harald V., König von Norwegen (2004)
- Hassan II., König von Marokko (1993)
- Henri, Großherzog von Luxemburg (2005)
- Roman Herzog, Präsident der Bundesrepublik Deutschland (1998)

## I
- Klaus Werner Iohannis, Präsident der Republik Rumänien (2015)

## J
- Henryk Jabłoński, Staatsratsvorsitzender der Volksrepublik Polen (1976)
- Horacio Manuel Cartes Jara, Präsident der Republik Paraguay (2017)
- Piotr Jaroszewicz, Ministerpräsident der Volksrepublik Polen (1976)
- Dawda Jawara, Präsident der Republik Gambia (1993)
- Jean, Großherzog von Luxemburg (1985)
- Juan Carlos I., König von Spanien (1978)

## K
- Lech Kaczyński, Präsident der Republik Polen (2008)
- Rudolf Kirchschläger, Präsident der Republik Österreich (1984)
- Thomas Klestil, Präsident der Republik Österreich (2002)
- Horst Köhler, Präsident der Bundesrepublik Deutschland (2009)
- Mauno Henrik Koivisto, Präsident der Republik Finnland (1992)
- Bronisław Komorowski, Präsident der Republik Polen (2012)
- Alpha Oumar Konaré, Präsident der Republik Mali (2002)
- Juscelino Kubitschek, Präsident der Republik Brasilien (1960)
- Milan Kučan, Präsident der Republik Slowenien (2000)
- Leonid Kutschma, Präsident der Republik Ukraine (1998)
- Aleksander Kwaśniewski, Präsident der Republik Polen (1997)

## L
- Ricardo Lagos Escobar, Präsident der Republik Chile (2001)
- Pál Losonczi, Staatspräsident Ungarns (1979)
- João Manuel Gonçalves Lourenço, Präsident der Republik Angola (2018)
- Jaime Lusinchi, Präsident der Republik Venezuela (1987)

## M
- Samora Moisés Machel, Präsident der Republik Mosambik (1982)
- Ferenc Mádl, Präsident der Republik Ungarn (2002)
- Nelson Mandela, Präsident der Republik Südafrika (1995)
- Margrethe II., Königin von Dänemark (1984)
- Ricardo Martinelli, Präsident von Panama (2013)
- Mathilde d’Udekem d’Acoz, Königin der Belgier (2018)
- Maxima, Königin der Niederlande (2017)
- François Mitterrand, Präsident der Französischen Republik (1983)
- Mobutu Sese Seko, Präsident Zaires (1984)
- Angelo de Mojana di Cologna, Großmeister des Malteserordens (1983)
- António Mascarenhas Monteiro, Präsident der Republik Kap Verde (2000)
- Husni Mubarak, Präsident der Republik Ägypten (1983)

## N
- Tomislav Nikolić, Präsident der Republik Serbien (2017)
- Enrique Peña Nieto, Präsident der Republik Mexiko (2014)

## O
- Alassane Dramane Ouattara, Präsident der Elfenbeinküste (2017)

## P
- Mohammad Reza Pahlavi, Schah von Persien (1967)
- Rolandas Paksas, Präsident der Republik Litauen (2003)
- Georgi Parwanow, Präsident der Republik Bulgarien (2002)
- Prokopis Pavlopoulos, Präsident der Republik Griechenland (2017)
- Aristides Pereira, Präsident der Republik Kap Verde (1986)
- Philip, Duke of Edinburgh (1973)
- Philippe, König der Belgier (2018)
- Manuel Pinto da Costa, Präsident der Republik São Tomé und Príncipe (1986)
- Pedro Pires, Präsident der Republik Kap Verde (2002)
- Marie Louise Coleiro Preca, Präsidentin der Republik Malta (2018)

## R
- José Ramos-Horta, Präsident der Republik Osttimor (2007)
- Fernando de la Rúa, Präsident von Argentinien (2001)
- Arnold Rüütel, Präsident der Republik Estland (2003)

## S
- António de Oliveira Salazar, ehem. Ministerpräsident (1968)
- Macky Sall, Präsident der Republik Senegal (2017)
- Jorge Fernando Branco de Sampaio, Präsident von Portugal (2018)
- José Eduardo dos Santos, Präsident der Republik Angola (1988)
- Christos Sartzetakis, Präsident der Republik Griechenland (1990)
- Denis Sassou-Nguesso, Präsident der Republik Kongo (1984)
- Todor Schiwkow, Präsident der Republik Bulgarien (1979)
- Abd al-Fattah as-Sisi, Präsident der Arabischen Republik Ägypten (2016)
- Anastasio Somoza Debayle, Präsident der Republik Nicaragua (1968)
- Konstantinos Stefanopoulos, Präsident der Republik Griechenland (1999)
- Frank-Walter Steinmeier, Bundespräsident der Bundesrepublik Deutschland (2018)
- Brúnó Straub, Präsident der Republik Ungarn (1990)

## T
- Ollanta Humala Tasso, Präsident der Republik Peru (2012)
- Hamad bin Chalifa Al Thani, Emir von Katar (2009)
- Josip Broz Tito, Präsident der Bundesrepublik Jugoslawien (1978)

## V
- José Maria de Vasconcelos, Präsident der Republik Osttimor (2012)
- Vaira Vīķe-Freiberga, Präsidentin der Republik Lettland (2003)

## W
- Lech Wałęsa, Präsident der Republik Polen (1994)
- Juan Carlos Wasmosy, Präsident der Republik Paraguay (1995)
- Richard von Weizsäcker, Präsident der Bundesrepublik Deutschland (1989)
- Willem-Alexander, König der Niederlande (2017)

## Z
- Ernesto Zedillo, Präsident der Republik Mexiko (1998)

## Quelle
- Ordensträger auf der Seite des Portugiesischen Präsidenten